# Tchaj-wan na Letních olympijských hrách 1996
Tchaj-wan se účastnil Letní olympiády 1996. Zastupovalo ho 74 sportovců (32 mužů a 42 žen) v 14 sportech.

## Medailisté
| Medaile | Jméno     | Sport        | Soutěž       |
| ------- | --------- | ------------ | ------------ |
| Stříbro | Chen Jing | Stolní tenis | Ženy dvouhra |